# Skansen Pszczelarski w Swarzędzu
Skansen Pszczelarski w Swarzędzu (właściwie Skansen i Muzeum Pszczelarstwa im. prof. Ryszarda Kosteckiego w Swarzędzu) – placówka muzealna prezentująca zbiory dotyczące bartnictwa, pszczelarstwa i jedwabnictwa, oddział Muzeum Narodowego Rolnictwa i Przemysłu Rolno-Spożywczego w Szreniawie. Zlokalizowana jest w zachodniej części Swarzędza, przy ul. Poznańskiej 35, pomiędzy drogą krajową nr 92 a linią kolejową nr 3. Zespół parkowy, obejmujący skansen wraz ze znajdującym się w jego obszarze pałacem, wpisany jest do rejestru zabytków.

## Historia
Skansen powstał na terenie zdewastowanego podczas II wojny światowej parku dworskiego w Nowej Wsi, na terenie Swarzędza, przy Zakładzie Chorób Pszczół, będącym jednostką Instytutu Weterynarii w Puławach. Za moment założenia przyjmuje się rok 1963, kiedy to ule z kolekcji zakładu po raz pierwszy wyeksponowano w parku. Istotną rolę w powstaniu skansenu odegrał prof. Ryszard Kostecki, ale znaczny był również udział kierownika Zakładu Badania Chorób Owadów Użytkowych prof. Stanisława Kirkora oraz dr. Mariana Jelińskiego. 
Pierwsze ule w skansenie to tzw. ule konfiguralne, przedstawiające biskupów kościoła katolickiego, pochodziły od Pani Weroniki Kumko z Wrocławia. Z biegiem czasu skansen otrzymywał coraz więcej darów od pszczelarzy I organizacji pszczelarskich. Najwięcej eksponatów krajowych muzeum pozyskało w latach 70. W latach 80 zwiększa się ilość eksponatów zagranicznych. 
Od stycznia 1996 skansen i muzeum stanowią oddział Muzeum Narodowego Rolnictwa i Przemysłu Rolno-Spożywczego w Szreniawie. W 2002 placówce nadano imię prof. Ryszarda Kosteckiego – twórcy skansenu i kolekcji uli, propagatora historii i tradycji pszczelarstwa. Do najbardziej zasłużonych pszczelarzy z tych okolic należą Ludwik Liczbański, Edmund Woźny i Wiktor Widera. 

## Zbiory i ekspozycje
Skansen stanowi unikatowy w skali europejskiej zbiór ponad 230 uli, ilustrujący w ramach ekspozycji plenerowej historię bartnictwa i pszczelarstwa na ziemiach polskich. Wśród eksponatów znajdują się ule figuralne (np. przedstawiające niedźwiedzie czy św. Ambrożego – patrona pszczelarzy), architektoniczne (od miniatur poznańskiej opery i ratusza w Poznaniu po góralskie chaty), ramowe, skrzynkowe, słomiane (koszki), kadłubowe i kłodowe, w tym wydobyta z Wisły barć (wiślana) datowana na rok 1474. Część obiektów na terenie skansenu jest zamieszkana przez pszczoły. Ekspozycja prezentowana jest w parku obsadzonym w latach 50. i 60. XX w. lipami, klonami, kasztanowcami, dębami, robinią, wierzbami i rzadkim w Polsce ale bardzo miododajnym perełkowcem.
W 1999 w pofolwarcznym budynku gospodarczym utworzono ekspozycję muzealną dotyczącą owadów użytkowych, sprzętu pszczelarskiego, a przy budynku wydzielono poletko prezentujące rośliny miododajne.
20 sierpnia 1981 Poczta Polska wydała całostkę na 170-lecie urodzin Jana Dzierżona. Urząd Pocztowy Poznań 9 stemplował ją 5 grudnia 1981 okolicznościowym kasownikiem z wizerunkiem ula figuralnego z tutejszego skansenu (ul przedstawiający św. Ambrożego wykonany przez mnichów tynieckich w XVIII wieku).

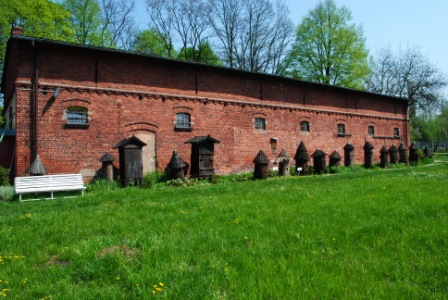
Skansen pszczelarski w Swarzędzu
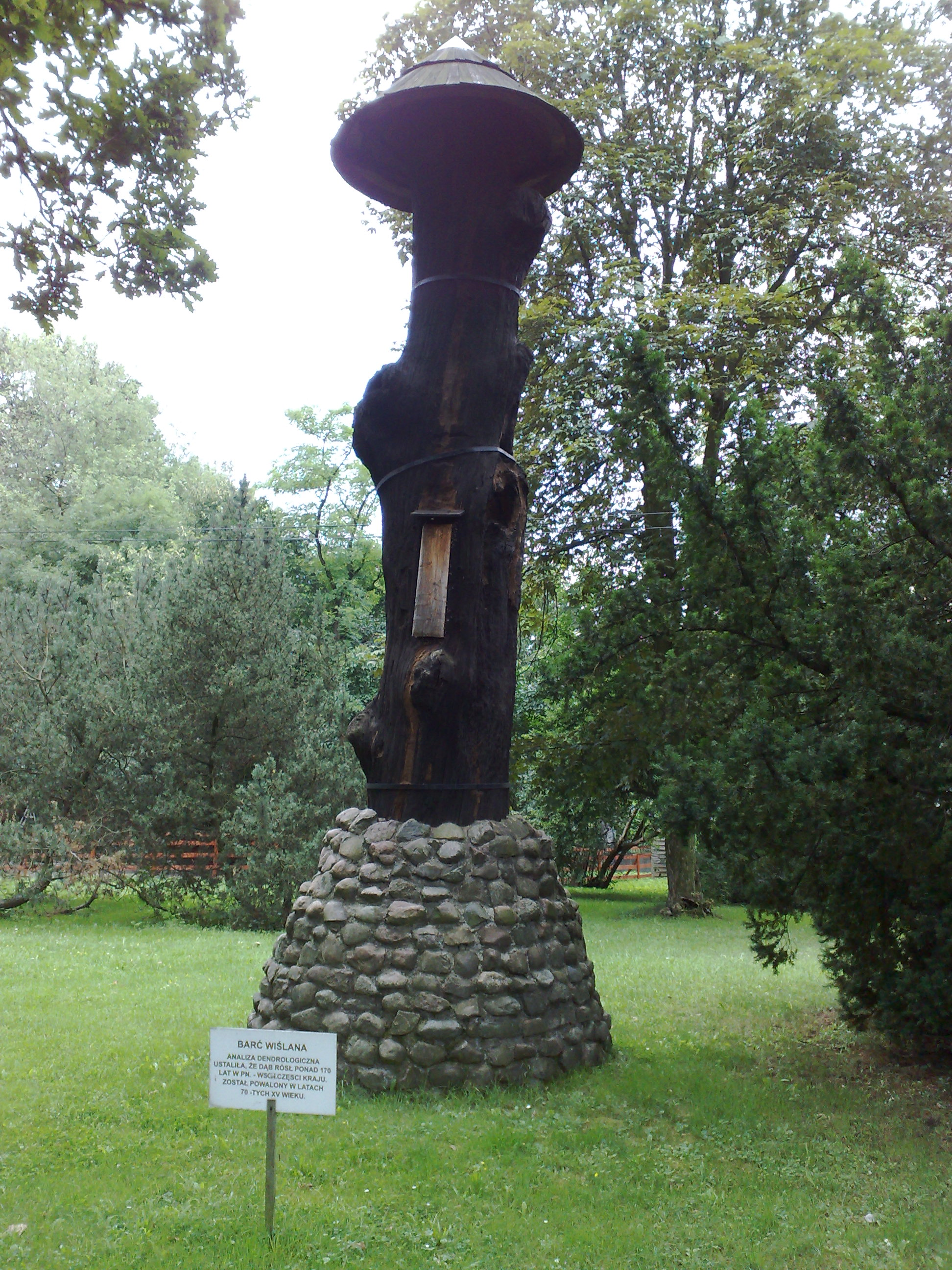
Barć (wiślana) kłodowa datowana na XV wiek
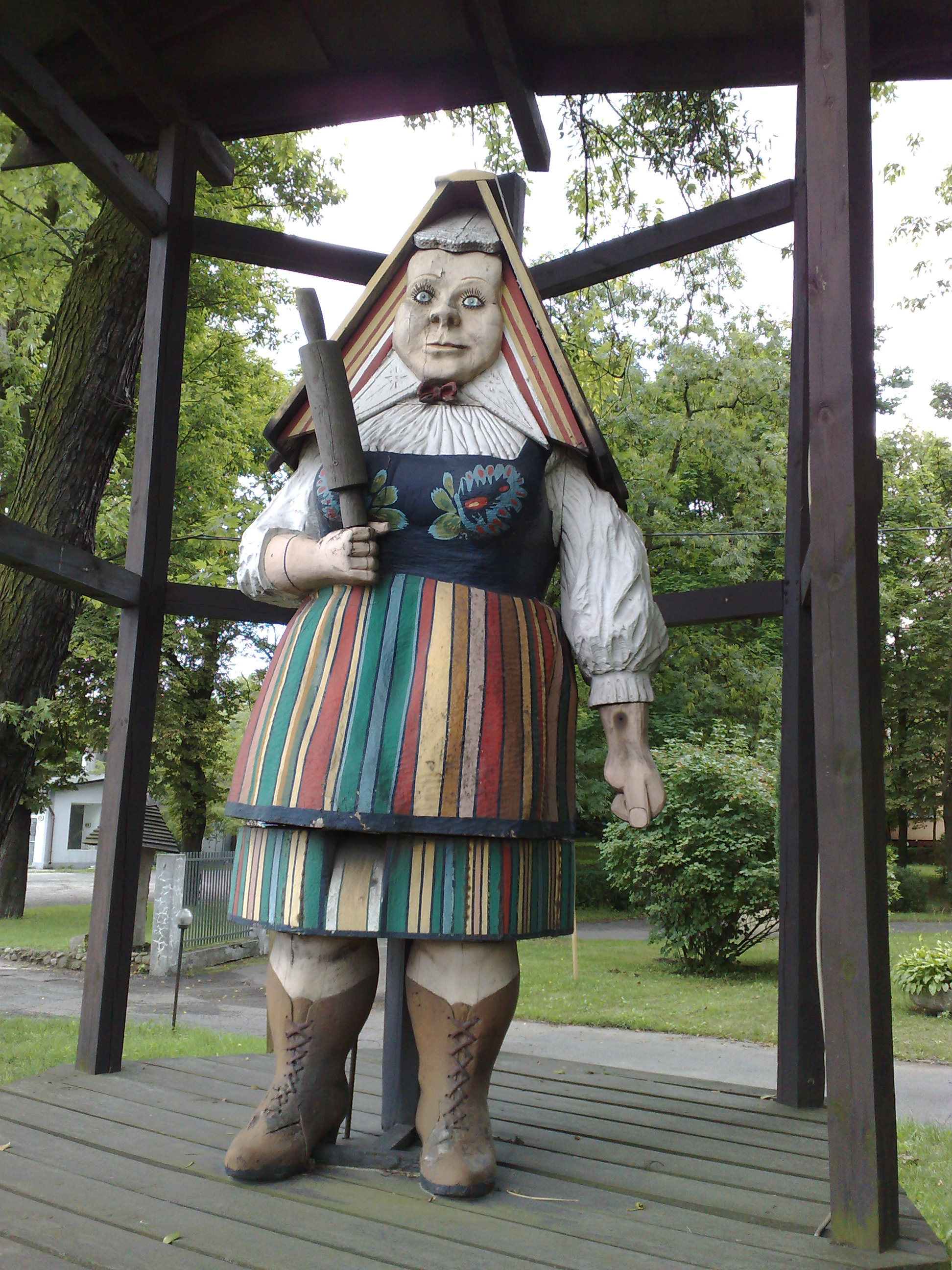
Ul figuralny „Łowiczanka”